# Percichthys sandovali
Percichthys sandovali es una especie extinta del género de peces perciformes de agua dulce Percichthys, de la familia Percichthyidae, cuyos representantes vivientes son denominados comúnmente percas o truchas criollas. Solo es conocida sobre la base del registro fósil de sus restos exhumados en una unidad litoestratigráfica adscrita al Mioceno de Chile.

## Taxonomía
Esta especie fue descrita originalmente en el año 1982 por la paleontóloga Gloria F. Arratia.
Localidad tipo
La localidad tipo referida es: “El Tallón, en las coordenadas: 38°31′S 71°14′O / -38.517, -71.233, en la ribera oeste del río Biobío, al noreste del cerro Tallón, Comuna de Lonquimay, en la Provincia de Malleco, Región de la Araucanía, en el centro-sur de Chile.
Holotipo
El ejemplar holotipo designado es el catalogado como: SNGM 7658 (=I.I.G. N°.2991), un espécimen completo, bien preservado; en vida habría medido alrededor de 70 mm. Había sido obtenido a mediados de la década de 1970 por el geólogo chileno Ricardo Sandoval. Los paratipos son: SNGM 7659 (=I.I.G. N°. 2992, al que se suma el 2993).    
Etimología
Etimológicamente el término genérico Percichthys se construye con dos palabras del idioma griego, en donde: perke significa 'perca' e ichthys es 'peces'.
El epíteto específico sandovali es un epónimo que refiere al apellido de la persona a quien fue dedicada: el geólogo chileno Ricardo Sandoval, quien encontró algunos de los ejemplares que sirvieron para la descripción.
Edad atribuida
Fue exhumado de sedimentos correspondientes al Miembro Río Pedregoso, que representa el sector medio-superior de la Formación Cura Mallín. La edad postulada para el estrato portador es miocena, correspondiente a la edad mamífero (SALMA) Santacrucense.
La especie habría habitado en un gran lago, mayor a los 100 km de largo, que habría existido al menos entre 17.5 ± 0.6 y 13.0 ± 1.6 Ma.
Caracterización y relaciones filogenéticas
Percichthys sandovali posee dos características particulares: presenta 2 huesos predorsales y las 2 primeras espinas dorsales se articulan con un único pterigóforo.
El borde anterior del premaxilar de este percíctido tiene 3 o 4 hileras de dientes; el borde posterior del preopercular está finamente aserrado. La fórmula de huesos predorsales y primera espina dorsal es: 0-0-2. La aleta pélvica se origina de manera anterior al origen de la aleta dorsal. El origen de la aleta anal está levemente antes que el origen de la segunda dorsal. Los 2 primeros pterigóforos son más largos y anchos.